# Halo Warszawo!
Halo Warszawo! – czwarty album studyjny Ireny Santor wydany w 1965 roku nakładem wytwórni Pronit. W 2018 płyta miała swoją premierę w serwisach streamingowych.

## Lista utworów
Strona a:
1. Halo Warszawo! (Nina Pilchowska - Zbigniew Stawecki)
2. To miłość się spóźniła (Henryk Jabłoński - Jacek Kasprowy)
3. Embarras (Jerzy Wasowski - Jeremi Przybora)
4. Czarny szal (Ryszard Sielicki - Karol Kord)
5. Noc bez ciebie (Władysław Szpilman - Edward Fiszer)
6. Walczyk Warszawy (Lucjan Rzewuski - Jerzy Jurandot)

Strona b:
1. Maleńki znak (Zygmunt Wiehler - Krystyna Wolińska)
2. Kłamiesz (Stefan Rembowski - Zbigniew Stawecki)
3. Każda miłość jest pierwsza (Marek Sart - Jerzy Jurandot)
4. Walc fantastyczny (Zdzisław Górzyński - Julian Tuwim (ps. Olden)
5. Marzenia dziewcząt (Edward Czerny - Zbigniew Kaszkur, Zbigniew Zapert)
6. Ten, którego kocham (George Gershwin - Marian Hemar)

## Charakterystyka albumu
Płyta Halo Warszawo! została wydana w 1965 roku na zlecenie Polskich Nagrań przez wydawnictwo Pronit. Znalazły się na niej zarówno piosenki premierowe, jak i nagrane na nowo pierwsze przeboje artystki nagrane m.in. na jej pierwszej płycie zatytułowanej Randez-Vous z Ireną Santor. Na całym krążku artystce towarzyszy Orkiestra Polskiego Radia pod dyrekcją Stefana Rachonia, oraz rozrywkowa Orkiestra Taneczna Polskiego Radia pod dyrekcją Edwarda Czernego. Wydanie albumu promowano jednym singlem wydanym przez Pronit w 1965 roku. W 1998 wszystkie piosenki z płyty ukazały się w zremasterowanych wersjach na trzeciej z dwunastu wspomnieniowych płyt artystki zawierającej jej archiwalne nagrania studyjne dokonane dla Polskich Nagrań w Warszawie. W 2018 wszystkie utwory z płyty ukazały się w serwisach streamingowych przegrane z oryginalnych taśm archiwalnych. Album oryginalnie ukazał się w nakładzie 40 000 egzemplarzy.

## Singiel promujący albumHalo Warszawo!
- [1965] Pronit SP 157 – Halo Warszawo! / To miłość się spóźniła[5]

## Ciekawostki
Cztery piosenki z płyty są pierwszymi przebojami artystki, które zostały nagrane na niej na nowo. Były to kolejno:
- Embarras [z albumu Randez-Vous z Ireną Santor] – pierwotnie nagrany w 1961
- Czarny szal [ze składanki Piosenki przy kawie[8]] – pierwotnie nagrany w 1960
- Maleńki znak [z albumu Randez-Vous z Ireną Santor] – pierwotnie nagrany w 1961
- Ten, którego kocham (Człowiek, którego kocham) [z albumu Randez-Vous z Ireną Santor] – pierwotnie nagrany w 1960

## Muzycy
- Irena Santor – śpiew
- Orkiestra Polskiego Radia p/d Stefana Rachonia – akompaniament (A2-4,6,B1-4,6)
- Orkiestra Taneczna Polskiego Radia p/d Edwarda Czernego – akompaniament (A1,5,B5)

## Realizatorzy
- Zdjęcie na okładce – Tadeusz Biliński
- Operator dźwięku – Halina Jastrzębska
- Reżyser nagrania – Wojciech Piętowski